# Forsvarets Auditørkorps
Forsvarsministeriets Auditørkorps (forkortet FAUK eller Auditørkorpset) er den danske militære anklagemyndighed. Dets opgaver spænder fra rådgivning til anklagemyndighed. Det er grundlagt i 1659.

## Formål og opgaver
Forsvarets Auditørkorps' vigtigste opgaver er:

### Militær anklagemyndighed
Når der sker en overtrædelse af den militære straffelov eller retsplejelov, er det Auditørkorpset, der rejser tiltale. Selve retssagen foregår i en civil ret med en civil juridisk dommer med auditører som anklager og med en civil advokat som forsvarer. I Byret og Landsret er auditørerne anklager. I Højesteret er Generalauditøren, der er anklager. Derudover kan en afgørelse truffet af en auditør påklages til Generalauditøren, som kan omstøde eller stadfæste afgørelsen. Auditører rekrutteres fra det civile politi eller den civile anklagemyndighed.
Auditørkorpset arbejder tæt sammen med både det civile og det militære politi ved efterforskningen af sager såvel nationalt som ved militære enheder udsendt til udlandet. Det er ofte politiets teknikere, der står for sikring af spor, opmåling og anholdelser af mistænkte. Som anklagemyndighed tager korpset sig også af ligsyn og undervisning i retslære, militær straffelov og retsplejelov samt Krigens Love på militære skoler, officersuddannelser og i forbindelse med udsendelse af soldater.

### Undersøgelser
Ved tjenestemandssager med det civile personel, arbejdsskadesager og andre civile, ikke-strafferetlige sager er det auditørkorpset, der foretager undersøgelser.

### Hjemmeværnssager
Hjemmeværnet er som Forsvarets Auditørkorps og Forsvarskommandoen en niveau I-myndighed og er hverken underlagt Forsvarschefen eller Forsvarskommandoen. Hjemmeværnet har derfor selv fra tid til anden behov for militær juridisk rådgivning (typisk i forbindelse med vurderinger af straffeattester), når der optages nye medlemmer eller når medlemmer får en plettet straffeattest.

### Militær juridisk rådgivning
Ifølge Genevekonventionen skal der være et antal militærjuridiske rådgivere (militært forkortet MJUR) fordelt over landet, som kan vejlede de lokale chefer og styrker om folkeretten og Krigens Love. Siden 1997 har Auditørkorpset haft nogle få fast tjenstgørende jurister ansat ved de store stabe som MJUR og jurister, som bliver indkaldt efter behov. De har en fælles grunduddannelse i at være militærjuridisk rådgiver.

## Organisation
Auditørkorpset er en Niveau I myndighed (Hierarkisk lige med Forsvarskommandoen) og har særstatus. Juristerne er ansat som militært personel, men de står uden for den militære rangfølge lige som feltpræster. Det betyder, at de er direkte underlagt Forsvarsministerens kontrol og ikke kan beordres til noget selv ikke af Forsvarschefen.
Auditørkorpset ledes af en Generalauditør, som har en Vicegeneralauditør som stedfortræder. Korpset har to afdelinger med efterforskningskapacitet og et juridisk sekretariat. Sekretariatet og den sjællandske afdeling er placeret på Kastellet i København og den jyske afdeling er placeret på Flyvestation Karup. Sekretariatet består af en specialkonsulent, tre turnusfuldmægtige, en student og kontorpersonale. Korpsets afdeling i København består af to auditører, fem auditørfuldmægtige og kontorpersonale. Korpsets afdeling i Karup består af en auditør og en specialkonsulent.
Generalauditøren, Viceauditøren, Auditørerne og de Auditørfuldmægtige er militært ansatte, og resten af korpset er civilt ansatte.

## Historie
Forsvarets Auditørkorps kan spore sin historie tilbage til 1564, hvor Kong Frederik 2. i sine krigsartikler gav ansvaret for retshåndhævelse ved krigsretterne til de militære chefer. En krigsret blev ledet af en juridisk sagkyndig mand, der fra ca. 1630 blev kaldt Auditør. I 1659 oprettedes Generalauditoriet, som fra starten havde funktion med at håndhæve militære regler og at være juridisk konsulent for først Kongen og siden Forsvarsministeren.
Christian 5. udvidede i 1683 med sine krigsretsinstruktioner Korpsets beføjelser ved at tilføje en selvstændig militær jurisdiktion for Hæren og Søværnet. Det betød bl.a. at soldater kunne pålægges straffe af visse militære chefer uden at være dømt ved en domstol. Disse krigsretsinstruktioner udgjorde en stor del af principperne for den militære retspleje frem til 1919.
I 1867 kom en ny lov om Hæren, som betød at der kom et fælles auditørkorps for Hæren og Søværnet. Først i 1881 vedtog Rigsdagen den første egentlige militære straffelov. Indtil 1908 kunne soldater dømmes ved krigsret for alle typer af sager. I 1909 ændredes det til kun at gælde straffesager og borgerlige sager, der angik tjenesteforhold. 
I 1919 kom der en ny borgerlig retsplejereform i Danmark, som også smittede af på Forsvaret, der fik sin militære retsplejelov. Med den nye retsplejelov ophævedes krigsretterne, og det var nu de civile retter, der var domsmyndighed. I 1937 kom der en ny udgave af den militære straffelov, som afløste den fra 1881. Med den nye militære straffelov ophævedes en række specifikke straffe og en række overtrædelser blev overført til borgerlig jurisdiktion. Der kom en ny militær retsplejelov i 1973, hvorefter auditørerne i samarbejde med den lokale rettergangschef kunne forhandle om at rejse tiltale mod soldater. Denne lov blev atter afløst af en ny militær retsplejelov fra 2005, hvorefter det alene er auditørerne, der kan rejse tiltale i militære straffesager.